# Viktor Barth-Kron
Per Viktor Barth-Kron, född 14 januari 1986 i Hässelby strand i Stockholms kommun, är en svensk journalist, författare och kolumnist.

## Biografi
Barth-Kron studerade under sin gymnasietid på Blackebergs gymnasium. Hans första skrivuppdrag var 2001 för Djurgården fotboll.
Barth-Kron var 2011–2019 journalist på Dagens Nyheter. Inledningsvis skrev han för tidningens Stockholmsdel "DN På Stan", men bevakade sedan främst svensk politik. På sociala medier blev han ofta uppmärksammad för sina videoklipp med satiriska samtidskommentarer: Viktors Val. Före tiden på DN arbetade han som journalist inom sport- och nöjesfären bland annat som chefredaktör för webbplatsen Stureplan.se och tidningen Stureplan samt som webbchef på Magazine Café. Under några månader 2019 skrev han för nätmagasinet Kvartal där han också levererade kommentarer via videoklipp, nu under namnet Veckan med Viktor. Samma år lämnade han Kvartal för att bli inrikespolitisk kommentator i Expressen.
2015 romandebuterade Barth-Kron med den politiska satiren Gröna gården utgiven på Volante förlag. Barth-Krons DN-texter finns utgivna i textsamlingen Viktors val (2018, Stockholm: Mondial förlag).